# Верхнестуденецкий сельсовет
Верхнестуденецкий сельсовет — сельское поселение в Задонском районе Липецкой области Российской Федерации.
Административный центр — село Верхний Студенец.

## История
Статус и границы сельского поселения установлены Законом Липецкой области от 23 сентября 2004 года № 126-ОЗ «Об установлении границ муниципальных образований Липецкой области»

## Население
| 2010  | 2012  | 2013  | 2014  | 2015  | 2016  | 2017  |
| ----- | ----- | ----- | ----- | ----- | ----- | ----- |
| 1030  | ↗1048 | ↗1052 | ↗1058 | ↗1073 | ↗1090 | ↘1064 |
| 2018  | 2021  |       |       |       |       |       |
| ↘1053 | ↘1031 |       |       |       |       |       |

## Состав сельского поселения
| № | Населённый пункт | Тип населённого пункта       | Население |
| - | ---------------- | ---------------------------- | --------- |
| 1 | Верхний Студенец | село, административный центр | ↘543      |
| 2 | Дмитриевка       | деревня                      | 3         |
| 3 | Казинка          | деревня                      | ↘13       |
| 4 | Казино           | село                         | ↘349      |
| 5 | Никольское       | село                         | ↘75       |
| 6 | Софиевка         | деревня                      | ↘28       |
| 7 | Степановка       | деревня                      | 19        |

## Местное самоуправление
Главы сельского поселения
- с января 2015 года — Рябых Олеся Николаевна[11]